# Tour della nazionale maschile di rugby a 15 dell'Argentina 2014
Alla fine del 2014 la Nazionale di rugby a 15 dell'Argentina intraprese un tour in Europa con tre test match contro, nell'ordine, Scozia, Italia e Francia.
Il bilancio del tour fu di una sconfitta a Edimburgo contro la Scozia e due vittorie, a Genova e a Saint-Denis, rispettivamente contro Italia e Francia.

## Risultati
| Arbitro: | Wayne Barnes |

|                                                          |      |                                              |
| 5’ R. Gray 22’ J. Gray 24’ Maitland 46’ Hogg 70’ Seymour | mt   | 1’ Ortega Desio 69’ tecnica 73’, 79’ Cubelli |
| 5’, 22’, 24’, 46’ Laidlaw 70’ Weir                       | tr   | 1’ Sánchez 69’, 73’, 79’ Hernández           |
| 32’, 61’ Laidlaw                                         | c.p. | 12’ Sánchez                                  |

| Arbitro: | Craig Joubert |

|                                            |      |                                         |
|                                            | mt   | 40’ González Amorosino 59’ de la Fuente |
|                                            | tr   | 40’, 59’ Hernández                      |
| 3’, 14’, 20’, 23’, 49’ Haimona 77’ Orquera | c.p. | 11’ Hernández 72’ Sánchez               |

| Arbitro: | George Clancy |

|                       |      |                                     |
| 56’ Fofana            | mt   |                                     |
| 56’ Lopez             | tr   |                                     |
| 36’ Lopez 63’ Kockott | c.p. | 1’, 25’ Sánchez                     |
|                       | drop | 16’, 29’, 45’ Sánchez 27’ Hernández |